# Szelepcsény
Szelepcsény (szlovákul Slepčany) község Szlovákiában, a Nyitrai kerület Aranyosmaróti járásában. Mikófalva (vagy Mikófalu) puszta tartozik hozzá.

## Fekvése
Aranyosmaróttól 10 km-re délnyugatra, a Zsitva partján fekszik.

## Élővilága
A faluban régóta fészkelnek gólyák. A főút mentén 2022-ben és 2023-ban is 4-4, 2024-ben 5 fiókát számoltak össze.

## Története
A régészeti leletek szerint a község területén a kőkorszakban a lengyeli kultúra települése állt. A középkori falu a 11. században keletkezhetett, első írásos említése 1165-ből származik "aliud Minus predium Selepchen" alakban. 1209-ben "Celepsen", 1229-ben "Scelepchen", 1234-ben "Zelepchen", 1247-ben "Minor Selepchen", 1255-ben "Scylipche", 1257-ben "Zelepchen", 1355-ben Zelepchen (határjárás), 1360-ban és 1367-ben "Kyszelepchen" alakban említik a korabeli források. 1165-ben a garamszentbenedeki bencés apátság birtoka. A falut az 1245-ből fennmaradt az apátságnak adózók összeírása is megemlíti.
1536-ban 10 portája adózott. 1545-ben az esztergomi káptalanhoz tartozott. 1601-ben malma és 46 háza volt a községnek. 1634-ben feldúlta a török. 1715-ben 36 adózója volt, köztük 3 kézműves. Az 1779-es egyházi vizitáció megemlíti, hogy a falunak két malma van, az egyik a káptalané, a másik a falué. 1828-ban 88 házában 598 lakos élt, akik főként mezőgazdasággal foglalkoztak. Iskolája 1885-ben épült, 1875-ben létesült téglagyára.
Határában feküdt egykor Jóka falu, melyet 1229-ben említenek először. 1386-ban a gímesi vár tartozékaként Mária magyar királynő visszaadja Forgách Balázsnak. 1406-ban a russói váruradalomhoz tartozott. Az 1601-es adóösszeírás házait Szelepcsényhez sorolja. 1828-ban 2 háza volt 13 lakossal.
Vályi András szerint "SZELECSÉNY, v. Szelepcsény. Elegyes falu Bars Várm. földes Ura az Esztergomi Káptalanbéli Uraság, lakosai katolikusok, fekszik Thozárhoz nem meszsze, és annak filiája; határja középszerű, vagyonnyai külömbfélék; piatzok Sz. Benedeken, és Nyitrán"
Fényes Elek szerint "Szelepcsény, tót falu, Bars vmegyében, a Zsitva mellett: 611 kath. lak. Tölgyes erdő. Jó rét, és föld. F. u. az esztergomi káptalan. Ut. p. Léva 3 óra."
Bars vármegye monográfiája szerint "Szelepcsény, zsitvavölgyi magyar és tót kisközség, 759 róm. kath. vallású lakossal. E községről már 1165-ben találunk említést, a mikor Páznár fia Farkas a szent-benedeki apátságnak adományozza. 1234-ben II. Endre megengedi az itt lakó királyi szolgáknak, hogy a szent-benedeki apátság jobbágyai lehessenek. 1565-ben az esztergomi káptalan lesz a birtokosa és az marad mindvégig. Itt született néhai Szelepcsényi György esztergomi érsek, szegény sorsú földmíves szülőktől. A község katholikus temploma 1880-ban épült. Ide tartozik Mikófalu puszta is. Postája, távirója és vasúti állomása Zsitvaújfalu."
A trianoni békeszerződésig Bars vármegye Aranyosmaróti járásához tartozott. A 20. században az egyházi birtokokat felparcellázták.

## Népessége
| Év:            | 1994. | 2004.   | 2014.   | 2024.   |
| -------------- | ----- | ------- | ------- | ------- |
| Emberek száma: | 881   | 847     | 822     | 839     |
| Eltérés:       |       | -3,85 % | -2,95 % | +2,06 % |

| Év:            | 2023. | 2024.   |
| -------------- | ----- | ------- |
| Emberek száma: | 796   | 839     |
| Eltérés:       |       | +5,40 % |

1880-ban 541 lakosából 464 szlovák, 39 magyar, 30 német anyanyelvű és 8 csecsemő, ebből 511 római katolikus, 29 zsidó és 1 más vallású volt.
1890-ben 664 lakosából 67 magyar és 569 szlovák anyanyelvű volt.
1900-ban 759 lakosából 91 magyar, 2 német és 666 szlovák anyanyelvű volt. Ebből 742 római katolikus és 17 zsidó vallású volt.
1910-ben Szelepcsénynek 816 lakosából 610 szlovák, 199 magyar, 5 német és 2 más anyanyelvű volt, ebből 798 római katolikus és 18 zsidó vallású.
1921-ben 831 lakosából 50 magyar, 8 német, 4 zsidó és 769 csehszlovák volt. Ebből 814 római katolikus és 17 izraelita vallású volt.
1930-ban 960 lakosából 15 magyar, 6 zsidó és 939 csehszlovák volt. Ebből 945 római katolikus és 15 izraelita vallású volt.
1970-ben 1090 lakosa mind szlovák volt.
1980-ban 982 lakosából 2 magyar és 974 szlovák volt.
1991-ben 903 lakosából 6 magyar és 887 szlovák volt. 
2001-ben 846 lakosából 818 szlovák és 6 magyar volt.
2011-ben 846 lakosából 818 szlovák, 4 magyar, 2 cseh, 1-1 ukrán, német és morva, továbbá 19 ismeretlen nemzetiségű volt.
2021-ben 813 lakosából 764 (+5) szlovák, 4 (+1) magyar, (+2) ruszin, 7 (+1) egyéb és 38 ismeretlen nemzetiségű volt.

## Neves személyek
- Itt született Szelepcsényi György (1595-1685) kalocsai, később esztergomi érsek, Bécs megmentője, az ellenreformáció fontos személyisége.
- Itt született Gartner Pál (1900-1975) orvos, ideggyógyász, pszichoanalitikus, egyetemi tanár, törvényszéki elmeszakértő, műfordító, Gordon Zsuzsa színésznő apja.

## Nevezetességei

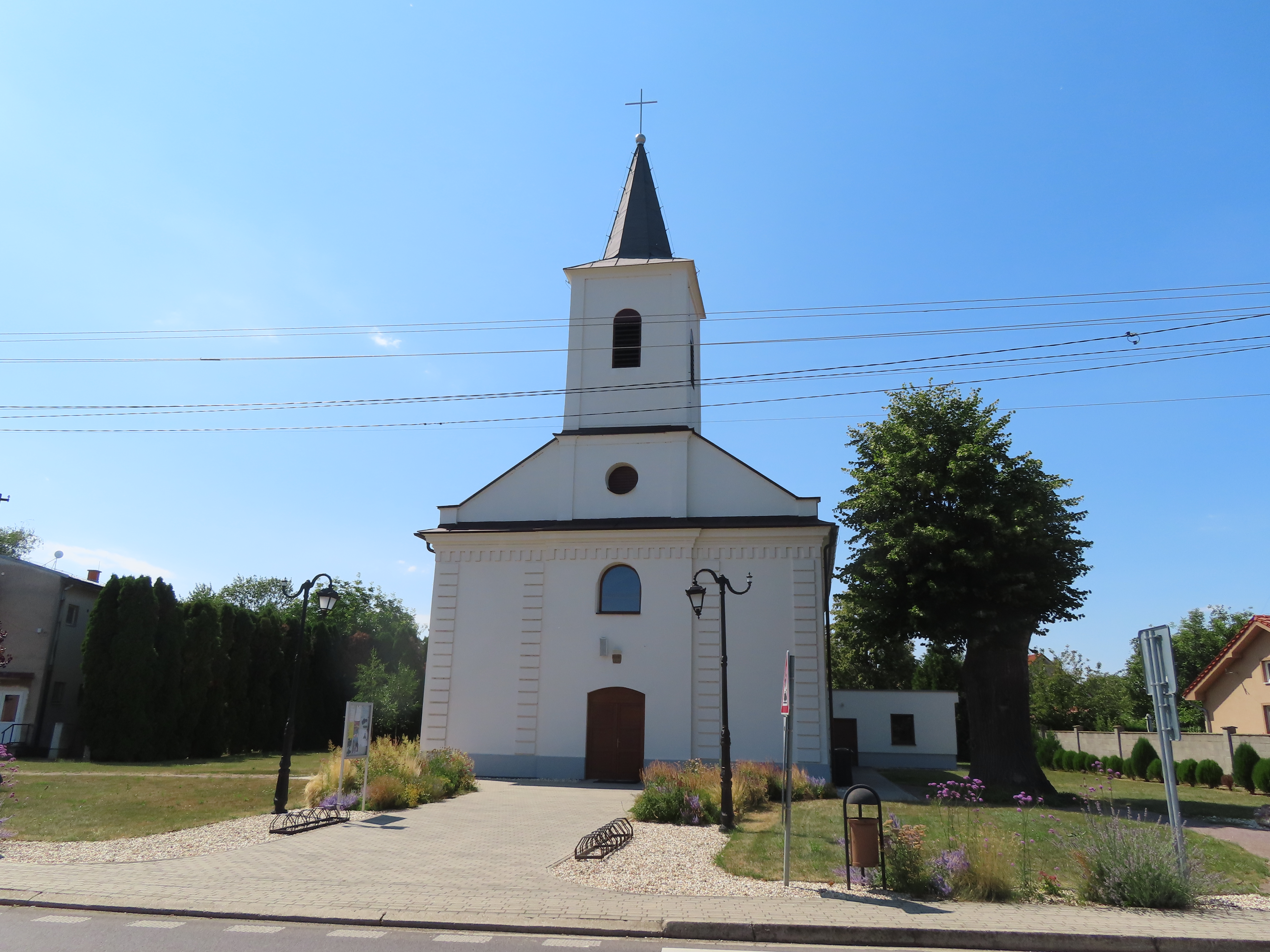
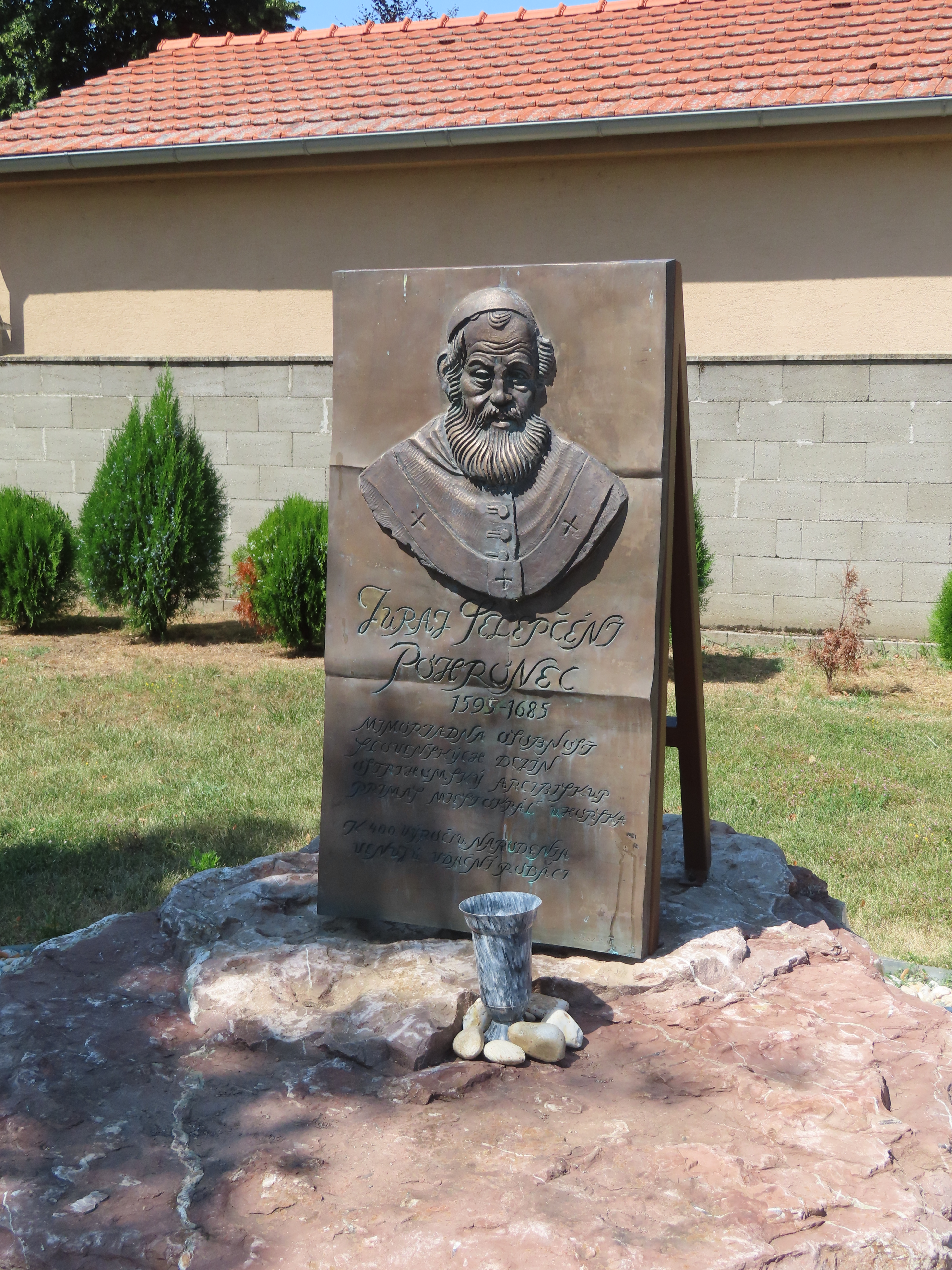
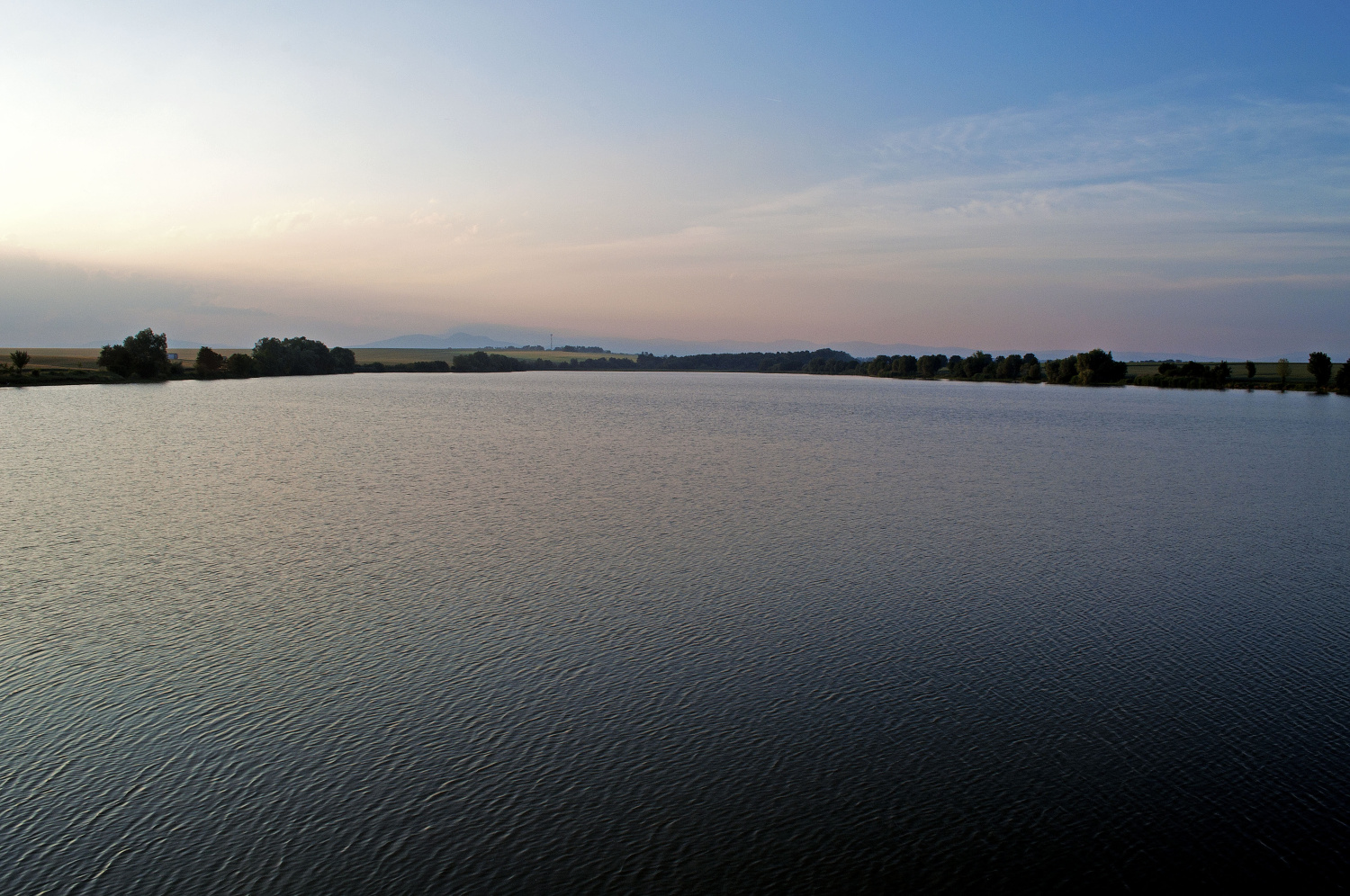

- Nepomuki Szent János tiszteletére szentelt római katolikus temploma 1881-ben épült a korábbi kápolna helyén.
- Határában található a Szelepcsényi víztározó.

## Külső hivatkozások
- Hivatalos oldal
- E-obce.sk Archiválva 2013. június 7-i dátummal a Wayback Machine-ben
- Községinfó
- Szepelcsény Szlovákia térképén